# Arphia pulchripennis
Arphia pulchripennis is een rechtvleugelig insect uit de familie veldsprinkhanen (Acrididae). De wetenschappelijke naam van deze soort is voor het eerst geldig gepubliceerd in 1905 door Bruner.